# Mark Billingham
Mark Philip David Billingham (* 2. Juli 1961 in Solihull, England) ist ein englischer Autor von Kriminalromanen.

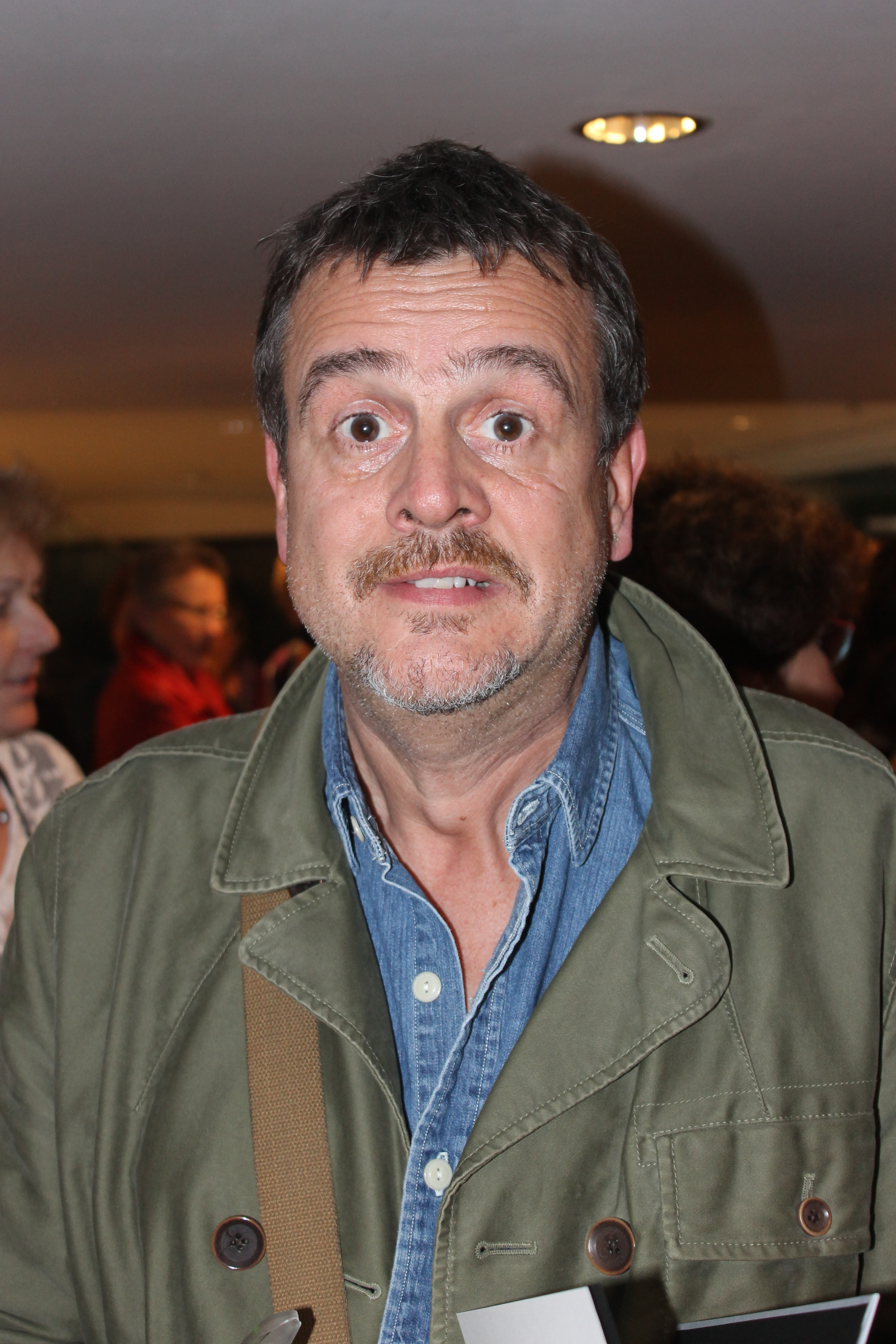
Der britische Krimiautor Mark Billingham beim Festival "Mord am Hellweg" in Hagen im Oktober 2014.

## Leben
Billingham wuchs in Birmingham auf, studierte Theaterwissenschaften und war eine Zeit lang Mitglied der Theatergruppe Bread&Circuses, bis er Mitte der 1980er Jahre nach London zog, als Schauspieler arbeitete und Nebenrollen in Fernsehserien wie The Bill, Dempsey and Makepeace, Juliet Bravo oder Boon übernahm. Von 1989 bis 1994 spielte er einen trotteligen Wachmann des Königs in der Kinderserie Maid Marian and Her Merry Men.
Seit 1987 tritt er regelmäßig als Stand-up-Comedian auf, war in diversen Comedy-Serien des britischen Fernsehens zu sehen und übernahm regelmäßig die Rolle des MC im legendären Comedy Store in Hollywood.
Erste Schreiberfahrungen machte er als Co-Autor einiger Episoden von Maid Marian and Her Merry Men. In den Folgejahren schrieb er Drehbücher für weitere TV-Serien wie Harry's Mad (nach dem Roman von Dick King-Smith), What's That Noise? und Knight School, in denen er auch immer wieder als Schauspieler zu sehen war.
Sein erster Kriminalroman erschien 2001 und eröffnete die Reihe um Detective Inspector Tom Thorne, die Billingham berühmt machte, in zahlreiche Sprachen übersetzt, mit mehreren Preisen ausgezeichnet und von der BBC – mit David Morrissey in der Rolle von Tom Thorne – verfilmt wurde.
Billingham wurde 1997 Opfer eines Verbrechens, als er und Peter Cocks, mit dem er zusammen mehrere Drehbücher verfasst hat, entführt und in einem Zimmer eines Hotels in Manchester gefesselt und beraubt wurden. Billingham bezeichnete den Vorfall als Inspiration für seinen zweiten Roman Scaredy Cat (Die Tränen des Mörders, 2002).
Mark Billingham lebt mit seiner Frau und den beiden Kindern in London.

## Werke
die Tom-Thorne-Reihe
- 01. Sleepyhead, 2001
  - Der Kuss des Sandmanns, dt. von Helmut Splinter; Goldmann, München 2002. ISBN 3-442-45227-9
- 02. Scaredy Cat, 2002
  - Die Tränen des Mörders, dt. von Isabella Bruckmaier; Goldmann, München 2003. ISBN 3-442-45537-5
- 03. Lazybones, 2003
  - Die Blumen des Todes, dt. von Isabella Bruckmaier; Goldmann, München 2004. ISBN 3-442-45730-0
- 04. The Burning Girl, 2004
  - Blutzeichen, dt. von Isabella Bruckmaier; Goldmann, München 2005. ISBN 3-442-45913-3
- 05. Lifeless, 2005
  - In der Stunde des Todes, dt. von Isabella Bruckmaier; Goldmann, München 2006. ISBN 3-442-46095-6
- 06. Buried, 2006
  - Die Geliebte des Mörders, dt. von Isabella Bruckmaier; Goldmann, München 2007. ISBN 3-442-46306-8
- 07. Death Message, 2007
  - Das Blut der Opfer, dt. von Isabella Bruckmaier. Goldmann, München 2008. ISBN 3-442-46095-6
- 08. Blood Line, 2009
  - Die Schuld des Blutes, dt. von Isabella Bruckmaier; Goldmann, München 2010. ISBN 978-3-442-47327-4
- 09. From The Dead, 2010
  - Tödlicher Verdacht, dt. von Thomas Bauer; Goldmann, München 2012. ISBN 978-3-442-47698-5
- 10. Good As Dead, 2011
- 11. The Dying Hours, 2013
- 12. The Bones Beneath, 2014
  - Der Manipulator, dt. von Irene Eisenhut; Heyne, München 2015. ISBN 978-3-453-43832-3
- 13. Time of Death, 2015
  - Zeit zum Sterben, dt. von Irene Eisenhut; Heyne, München 2016. ISBN 978-3-453-41951-3
- 14. Love Like Blood, 2017
  - Love Like Blood, dt. von Peter Torberg; Atrium, Zürich 2017. ISBN 978-3-85535-020-9
- 15. The Killing Habit, 2018
  - Die toten Katzen von London, dt. von Stefan Lux; Atrium, Zürich 2018. ISBN 978-3-85535-033-9
- 16. Their Little Secret, 2019
  - Ein Herz und keine Seele, dt. von Stefan Lux; Atrium, Zürich 2020. ISBN 978-3-85535-076-6
- 17. Cry Baby, 2020
  - Was dich nicht umbringt, dt. von Stefan Lux; Atrium, Zürich 2021. ISBN 978-3-85535-116-9
- 18. The Murder Book, 2022
  - Die Handschrift des Bösen, dt. von Stefan Lux; Kampa, Zürich 2024. ISBN 978-3-311-12085-8

andere Romane
- In The Dark, 2008
  - Das Geständnis der Toten, dt. von Isabella Bruckmaier; Goldmann, München 2009. ISBN 3-442-47020-X
  - auch als: Die Scherben der Wahrheit, gleiche Übersetzung; Atrium, Zürich 2015. ISBN 978-3-85535-057-5
- Rush Of Blood, 2012
  - Die Lügen der Anderen, dt. von Peter Torberg; Atrium, Zürich 2014. ISBN 978-3-03792-052-7
- Die of Shame, 2016
  - Die Schande der Lebenden, dt. von Joachim Körber; Atrium, Zürich 2016. ISBN 978-3-85535-010-0

Hörbücher
- Sleepyhead. Clipper Audio, Leicester 2003, ISBN 1-84197-900-7 (10 CDs, gelesen von Christopher Kay).
- Scaredy Cat. Clipper Audio, Leicester 2003, ISBN 1-84197-854-X (12 CDs, gelesen von Christopher Kay).
- Lazybones. Clipper Audio, Leicester 2004, ISBN 1-84505-041-X (10 CDs, gelesen von Steve Perring).
- Burning Girl. BBC Audiobooks America, Hampton, NH 2005, ISBN 0-7927-3714-8 (8 CDs, gelesen von Graeme Malcolm).
- Lifeless. Clipper Audio, Leicester 2006, ISBN 1-84632-372-X (12 CDs, gelesen von Paul Thornley).
- Buried. Clipper Audio, Leicester 2006, ISBN 1-84632-684-2 (12 CDs, gelesen von Paul Thornley).
- Death Message. Clipper Audio, Leicester 2008, ISBN 978-1-84632-724-7 (11 CDs, gelesen von Paul Thornley).
- Bloodline. Hachette Digital, London 2009, ISBN 978-1-4055-0724-0 (5 CDs, gelesen von Robert Glenister).
- From the Dead. Hachette Digital, London 2010, ISBN 978-1-4055-0841-4 (5 CDs, gelesen von Robert Glenister).
- Good as Dead. Isis, Oxford 2011, ISBN 978-1-4450-1641-2 (10 CDs, gelesen von Mark Billingham).
- The Dying Hours. Highbridge Audio, Minneapolis MN 2013, ISBN 978-1-62231-281-8 (8 CDs, gelesen von Mark Billingham).
- Die Lügen der Anderen [Rush of Blood], Jumbo, DA Music, ISBN 978-3-8337-3343-7, (4 CDs, gesprochen von Stefan Kaminski)
- Die Scherben der Wahrheit [In the Dark]; Jumbo, Neue Medien Hamburg, ISBN 978-3-8337-3477-9 (4 CDs, gesprochen von Katja Danowski)

## Verfilmungen
- Thorne: Sleepyhead, 2010 (dt. Der Kuss des Sandmanns), Regie: Stephen Hopkins
- Scaredy Cat, 2010 (dt. Die Tränen des Mörders, Regie: Benjamin Ross)